# Ai Shimizu
 (août 2024).
Si vous disposez d'ouvrages ou d'articles de référence ou si vous connaissez des sites web de qualité traitant du thème abordé ici, merci de compléter l'article en donnant les références utiles à sa vérifiabilité et en les liant à la section « Notes et références ».
Ai Shimizu (清水 愛, Shimizu Ai), née le 26 mars 1981 à Tokyo, est une seiyū japonaise.

## Filmographie

### Séries télévisées
- 2001 : Mahoromatic : Minawa Andou
- 2002 : Rizelmine : Kurumi
- 2002 : Shrine of the Morning Mist : Yuzu Hieda
- 2002 : Heat Guy J : Monica Gabriel
- 2003 : Raimuiro Senkitan : Momen Sanada et musique principale
- 2003 : Wandaba Style : Kiku no 8
- 2003 : Croket! : Drop
- 2003 : Onegai Twins : Karen Onodera
- 2003 : Yami to Bōshi to Hon no Tabibito : Hatsumi Azuma, Kogechibi
- 2004 : This Ugly and Beautiful World : Akari
- 2004 : DearS : Ren
- 2004 : Mai-HiME : Mikoto Minagi
- 2004 : Magical Girl Lyrical Nanoha : Suzuka Tsukimura
- 2004 : W Wish : Senna Tōno
- 2005 : Fushigiboshi no Futagohime : Puppet
- 2005 : MÄR :  Snow et Koyuki
- 2005 : He Is My Master : Mitsuki Sawatari
- 2005 : Oku-sama wa Mahō Shōjo: Bewitched Agnes : Sayaka Kurenai
- 2005 : Zettai Seigi Love Pheromone : Aimi Yoshizumi
- 2005 : Magical Girl Lyrical Nanoha A's : Suzuka Tsukimura
- 2005 : My-otome : Mikoto Minagi
- 2006 : Kagihime Monogatari Eikyū Alice Rondo : Arisu Arisugawa
- 2006 : Rakugo Tennyo Oyui : Suzu Koishikawa
- 2006 : Kage Kara Mamoru! : Yamame Hattori
- 2006 : Shinigami no ballad : Daniel
- 2006 : High School Girls : Momoka Suzuki
- 2006 : Strawberry Panic! : Tamao Suzumi, Kizuna Hyūga
- 2006 : D.Gray-man : Road Kamelot
- 2006 : Gift: Under the Rainbow : Riko Fukamine
- 2006 : Mamoru-kun ni megami no shukufuku o! : Itsumi Yoshimura
- 2007 : El cazador de la bruja :  Ellis
- 2007 : Sola : Koyori Ishizuki
- 2007 : Princesse résurrection : Sherwood
- 2007 : Umishô : Maki Ikuta
- 2007 : Ayakashi : Pam Werne Asakura
- 2008 : Akiba-chan : Akiba-chan
- 2009 : Saki : Hajime Kunihiro
- 2009 : Fight Ippatsu! Jūden-chan!! : Kuran Shunt
- 2009 : Tears to Tiara : Ermin
- 2009 : Seitokai no Ichizon : Elise Toudou
- 2009 : Mahoromatic: Tadaima Okaeri : Minawa Andou
- 2010 : The Qwaser of Stigmata : Elizabeth (Lizzie)
- 2011 : Kore wa zombi desuka? : Daisensei (Ariel)
- 2011 : Hoshizora e kakaru hashi : Madoka Kōmoto

### OAV
- 2002 : Psychic Academy (ONA) : Kyaru
- 2003 : Generation of Chaos III : Teefa
- 2004 : Raimuiro Senkitan: The South Island Dream Romantic Adventure : Momen Sanada et musique principale
- 2005 : Strawberry 100% : Chinami Hashimoto

## Discographie

### Singles
- 2004 : Rasen no prologue
- 2005 : Hariyume haikyo
- 2006 : Kioku baraen
- 2007 : Kakusei bisque doll
- 2007 : Koisuru ryokō shōjo
- 2009 : Chimeric voice
- 2010 : Tokei to mahou no biscuit